# Mapeado por paralaje
El mapeado por paralaje, del inglés parallax mapping (también llamado offset mapping o virtual displacement mapping) es una mejora de las técnicas de mapeado topológico o mapeado normal que se aplican a texturas en aplicaciones 3D como los videojuegos. Para el usuario final, esto significa que las texturas, como las de las rocas, tendrán una profundidad más clara y un realismo mayor con poca influencia en el rendimiento de la simulación. El mapeado por paralaje fue introducido por Tomomichi Kaneko et al. en 2001.
Esta técnica de mapeado se logra implementar desplazando las coordenadas de la textura a un punto en el polígono por una función desde el ángulo de vista en el espacio de la tangente (el ángulo relativo a la superficie normal) y el valor del mapa de alturas en tal punto. Desde un punto de vista inclinado, las coordenadas de la textura se desplazan más, y así se logra la ilusión de profundidad debido a los efectos de paralaje mientras la vista se mueve.